# Joseph Victor von Scheffel

Joseph Victor von Scheffel (Anton von Werner, 1867)

Joseph Victor Scheffel, ab 1876 von Scheffel (* 16. Februar 1826 in Karlsruhe; † 9. April 1886 ebenda), war ein im 19. Jahrhundert viel gelesener deutscher Schriftsteller und Dichter. Er schrieb Erzählungen, Versepen und bekannte Liedtexte. Er war indirekter Schöpfer des Begriffes Biedermeier.

## Leben und Werk

Scheffel als Student, um 1844/1845

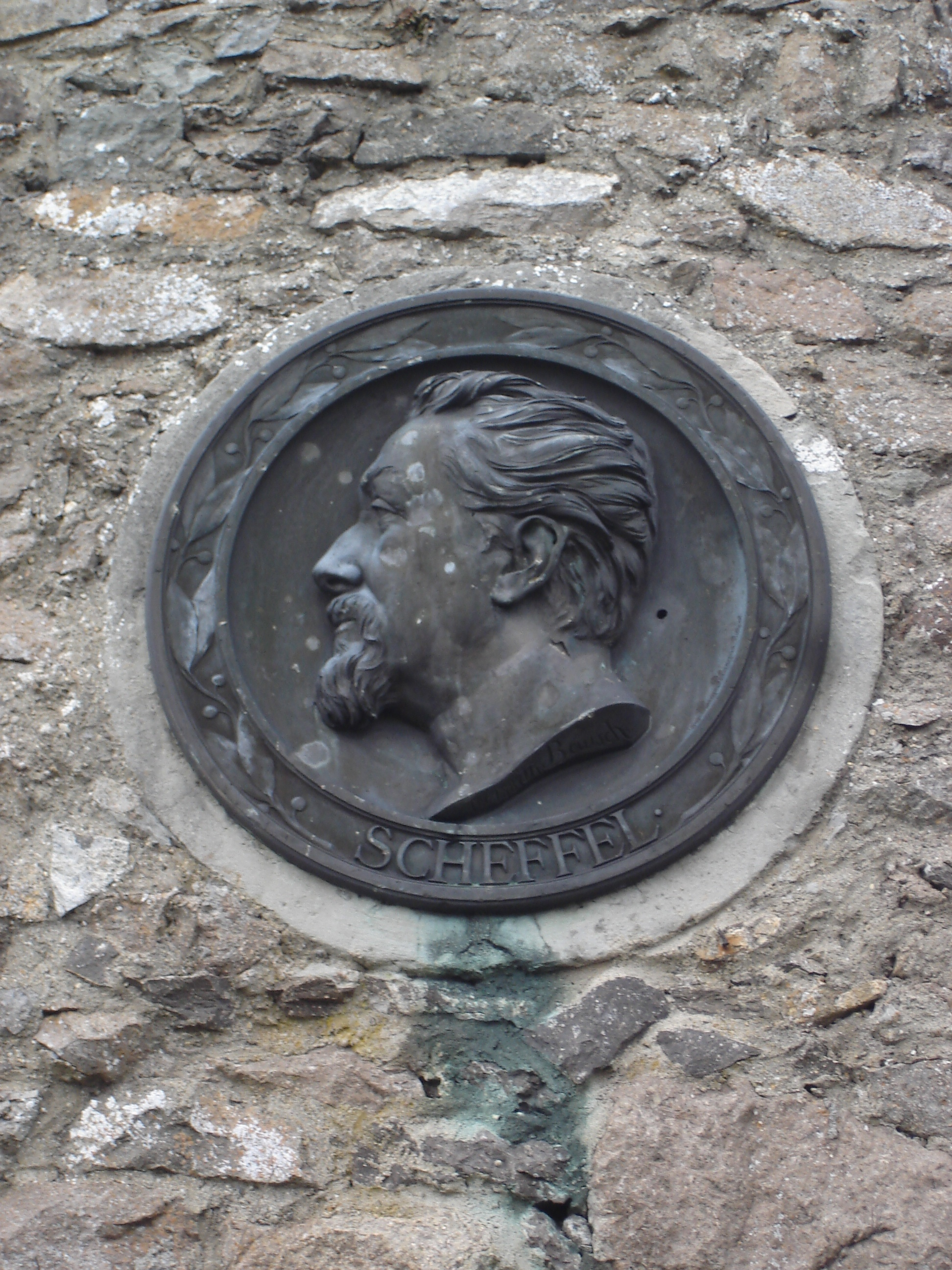
Scheffel-Plakette am Hohentwiel

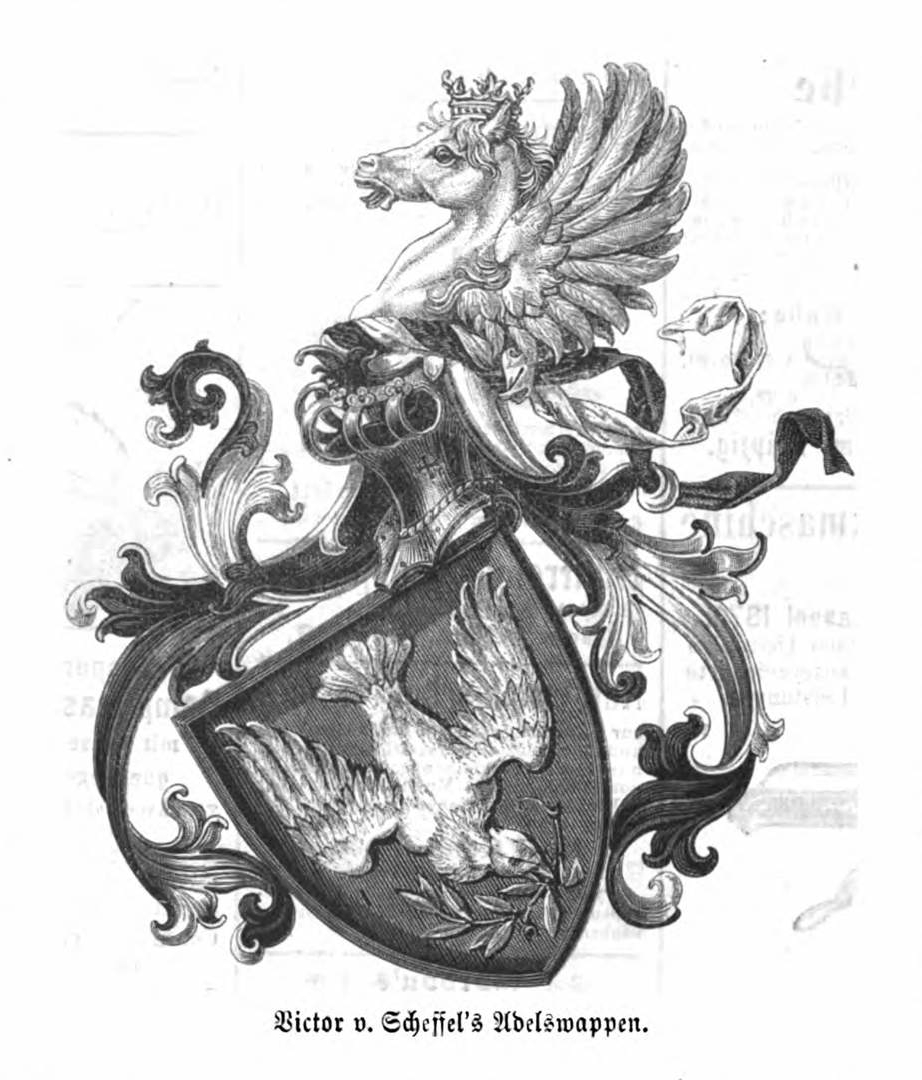
Wappen v. Scheffels

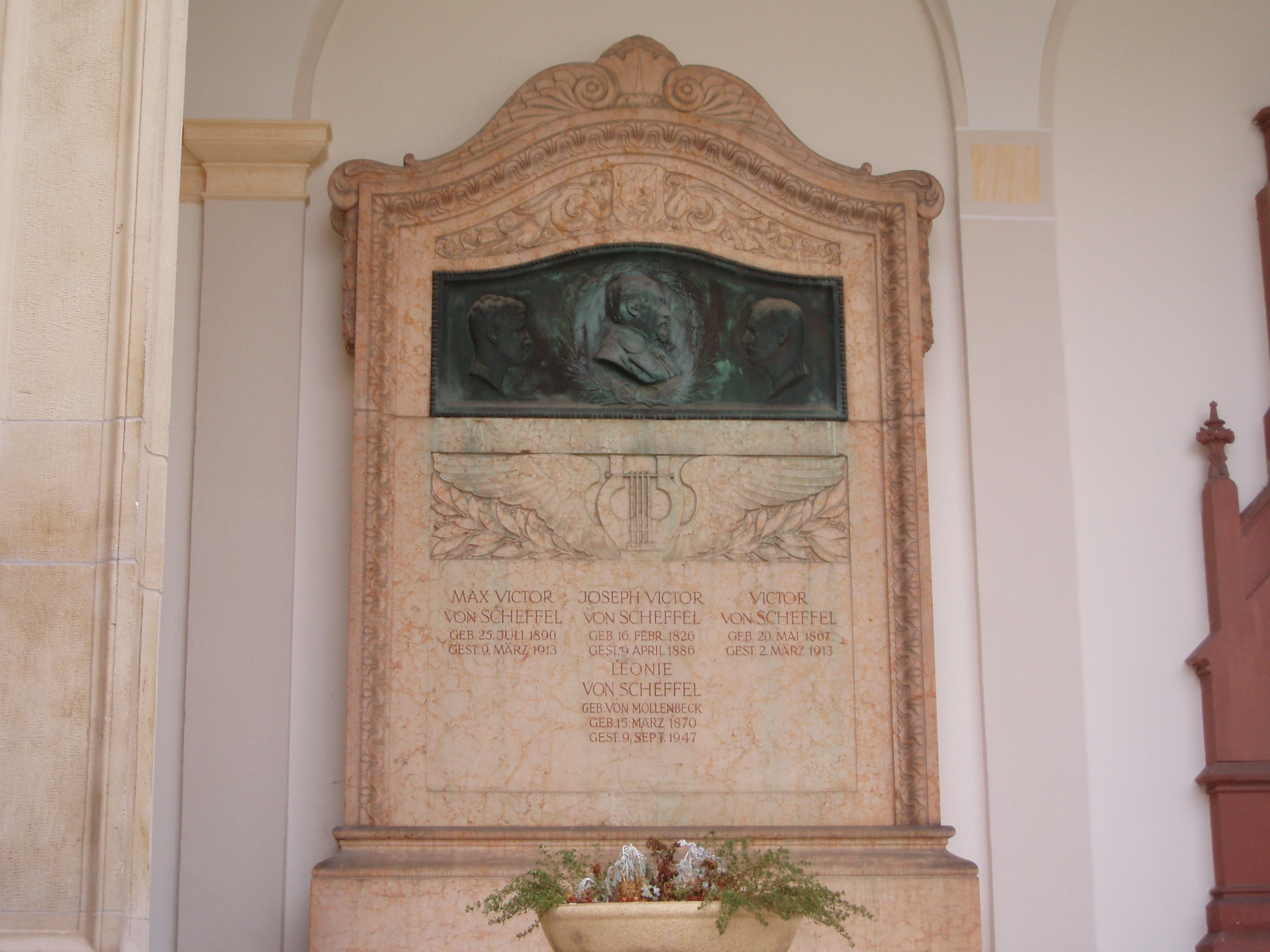
Grabstein auf dem Hauptfriedhof Karlsruhe

Joseph Victor Scheffel wuchs als Ältester von drei Geschwistern in Karlsruhe auf. Sein Vater Philipp Jakob Scheffel war als Ingenieur badischer Oberbaurat und Major. Als Mitglied der Rheinregulierungskommission wirkte er unter Johann Gottfried Tulla am Projekt der Rheinbegradigung mit. Seine Mutter Josephine Scheffel malte und schrieb Gedichte und Dramen; sie führte einen der ersten Salons in Karlsruhe.
Auf Wunsch seines Vaters studierte er von 1843 bis 1847 an der Ludwig-Maximilians-Universität München, der Ruprecht-Karls-Universität Heidelberg und der Friedrich-Wilhelms-Universität zu Berlin Rechtswissenschaft. Zusätzlich belegte er germanische Philologie und Literatur. In Heidelberg war er zunächst Mitglied der Burschenschaft Allemannia I (1844/1845), dann der Burschenschaft Teutonia (1845) und schließlich der Burschenschaft Frankonia II (1846/1847), die sich im Sommer 1849 auflöste. In Berlin war er bei der Alten Berliner Burschenschaft aktiv. Am 28. Februar 1856 verlieh ihm die Burschenschaft Teutonia zu Jena die Ehrenmitgliedschaft durch Vermittlung seines Freundes Karl Friedrich Schwanitz, den er aus seiner Heidelberger Zeit in der Allemannia I 1844/1845 kannte. Schwanitz hatte im Februar 1845 die Teutonia Jena mitgegründet. Scheffel wurde 1872 Ehrenmitglied der Leipziger Universitätssängerschaft zu St. Pauli (heute in Mainz).
1848 folgte Scheffel als unbesoldeter Legationssekretär dem badischen Bundestagsgesandten Carl Theodor Welcker zur Frankfurter Nationalversammlung. Er begleitete ihn auch bei einer politischen Mission in das damals in Personalunion mit Dänemark regierte Herzogtum Lauenburg. Nach seiner Rückkehr legte Scheffel das juristische Staatsexamen in Heidelberg ab und wurde 1849 dort zum Doktor der Rechte promoviert. In der Folge arbeitete er an mehreren großherzoglichen Ämtern, von 1850 bis 1851 als Rechtspraktikant in Säckingen, 1852 im Sekretariat des Hofgerichts zu Bruchsal. Nach einer Reise durch Italien wurde er zwar noch zum Referendar ernannt, gab die juristische Laufbahn dann aber auf, um sich 1854 für die freigewordene Stelle als Dozent für deutsche Literatur an der Universität Zürich zu bewerben. Da sein Vorhaben scheiterte, ging er nach Heidelberg.
Die finanziellen Verhältnisse seiner Familie erlaubten es Scheffel, seinen künstlerischen Neigungen nachzugehen. Um sein Talent als Landschaftsmaler auszuprobieren, reiste er im Mai 1852 mit dem Maler Julius Zielke nach Rom. Dort erkannte er, dass seine Begabung eher in der Dichtkunst als in der Malerei lag.
Scheffels Biografen heben seine lebenslange Zuneigung zu Emma Heim (1835–1910) hervor, einer Cousine väterlicherseits, die er vor seinem Italienaufenthalt kennenlernte. Sie soll ihn zu seinem Erstlingswerk Der Trompeter von Säkkingen. Ein Sang vom Oberrhein (1854) inspiriert haben. Die unerfüllte Liebe spiegele sich ebenfalls in seinem Roman Ekkehard (1855) wider, der auf der Lebensgeschichte des St. Galler Mönchs Ekkehard II beruht. Sowohl die Versnovelle als auch der Roman, eine Geschichte aus dem 10. Jahrhundert, zeigen Scheffel als frischen und humorvollen Dichter, der aufgrund seiner inneren Anschauung und genauer historischer Studien verschiedene Zeiten und Zustände lebendig schildern kann.
Das Thema nicht erwiderter Gefühle prägt die Novellen Hugideo. Eine alte Geschichte (1857) und Juniperus. Geschichte eines Kreuzfahrers (entstanden 1859) sowie eine Reihe von Gedichten aus Frau Aventiure. Lieder aus Heinrich von Ofterdingens Zeit (1863).
Im Trompeter von Säkkingen verarbeitet Scheffel auch seine Teilnahme an der Deutschen Revolution 1848/1849: Eine Szene, in welcher der Protagonist jung Werner bemerkt, dass seine Geliebte auf seiner Trompete gespielt hat, beschreibt Scheffel folgendermaßen: „Zornvoll schon die Hand gehoben, / Aber wie gerührt vom Blitzstrahl / Sinkt sie an der Hüft’ ihm nieder, / Und der Faustschlag blieb, sowie die / Deutsche Einheit und manch’ andres, / Nur ein schön gedacht’ Projekt.“ Als typischer Vertreter des Biedermeiers verbindet von Scheffel seine Forderung nach nationaler Einheit Deutschlands nicht mit der Forderung nach sozialen Reformen. Von Scheffel stellt das Recht des Stärkeren in einem Kampf zweier Krebse humorvoll als Naturgesetz dar: „Denn der Große frisst den Kleinen, / Und der Größte frißt den Großen, / Also löst in der Natur sich / Einfach die soziale Frage.“ Scheffels Ablehnung sozialer Reformen geht zudem aus seiner negativen Beschreibung der Bauern hervor, die Säckingen aus Protest gegen eine Erhöhung der Steuern belagern. Scheffel beschreibt, wie die angreifenden Bauernhaufen unter den Schüssen der Verteidiger „Wie Kräh’n […]“ auseinander fliehen. Den Kater Hiddigeigei des Freiherrn von Säckingen lässt Scheffel den Bauernansturm folgendermaßen kommentieren: „Doch ich hasse diese Bauern, / Hasse den Geruch des Kuhstalls, / Dessen Sieg der europä’schen / Bildung seine Atmosphäre / Gänzlich ruinieren würde.“
Nachdem der Dichter eine Zeit lang in München und von 1858 bis 1859 als Bibliothekar von Karl Egon III. zu Fürstenberg in Donaueschingen gelebt hatte, ließ er sich dauerhaft in seiner Vaterstadt Karlsruhe nieder.
Scheffel besuchte 1863 zum ersten Mal Thun. Später lernte er den in Thun wohnhaften Karl Klose (1818–1907), Hauptmann im Generalstab und Vater von Friedrich Klose, kennen. Zwischen ihnen entspann sich eine Freundschaft und ein reger Briefwechsel, der bis zu Scheffels Tod andauerte.
1864 heiratete Scheffel Caroline Freiin von Malsen, Tochter des bayrischen Gesandten am badischen Hof. Die Ehe war nicht glücklich. Bei der Geburt des einzigen Kindes Victor im Jahre 1867 lebten die Eltern schon nicht mehr zusammen. Zur Versöhnung kam es erst 1886, am Sterbelager Scheffels. 1869 entführte Scheffel seinen Sohn von einem Spielplatz nahe Carolines Wohnung in München. Der Sohn wuchs beim Vater in Karlsruhe auf und ergriff später eine militärische Laufbahn.
Scheffels Lieder aus dem Engern in Heidelberg (Lahr 1861) wurden in der Folgezeit zweimal erweitert und unter dem Titel Gaudeamus! (Stuttgart 1868) sehr erfolgreich vermarktet. Die humoristischen Texte und Balladen, die teils seit Jahren an anderer Stelle veröffentlicht waren, fanden wegen ihrer geistreichen Frische und ihres kecken studentischen Tons außerordentlichen Beifall. So schloss er sich beispielsweise mit seinem Spottgedicht Guano der damals unter Gebildeten verbreiteten Kritik an Hegel an. In dem Lied beschreibt er die Entstehung von Vogeldung (Guano) auf einer Ozeaninsel und lässt zum Schluss einen Böblinger Repsbauern sagen:
Gott segn’ euch, ihr trefflichen Vögel,

An der fernen Guanoküst’, –

Trotz meinem Landsmann, dem Hegel,

Schafft ihr den gediegensten Mist!
In Frau Aventiure. Lieder aus Heinrich von Ofterdingens Zeit (Stuttgart 1863) sowie der Erzählung Juniperus. Geschichte eines Kreuzfahrers (Stuttgart 1867) zeigen sich Spuren von Scheffels Gelehrsamkeit. Die Novelle Juniperus. Geschichte eines Kreuzfahrers entstand in seiner Donaueschinger Zeit. Die nach ihr benannte Juniperusquelle in Allmendshofen, einem Ortsteil von Donaueschingen, erinnert daran.
Beide Dichtungen waren gleichsam Splitter eines geplanten großen historischen Romans, der die Entstehung des Nibelungenlieds und den Sängerkrieg auf der Wartburg schildern sollte, aber unausgeführt blieb. Scheffels letzte Produktionen sind die Bergpsalmen (Stuttgart 1870), das lyrische Festspiel Der Brautwillkomm auf Wartburg (Weimar 1873), Waldeinsamkeit, Dichtung zu zwölf landschaftlichen Stimmungsbildern von Julius Mařák (Stuttgart 1880) und Der Heini von Steier, Dichtung (München 1883).
Am 31. Januar 1870 war er Gründungsmitglied der Sektion Karlsruhe des Deutschen Alpenvereins. 1873 wurde das Lokal Zum Kater Hiddigeigei auf Capri nach dem Kater Hiddigeigei im Versepos Der Trompeter von Säckingen benannt.
Aus Anlass seines 50. Geburtstages wurde Scheffel durch Großherzog Friedrich I. von Baden in den badischen erblichen Adel erhoben. Zu diesem Zeitpunkt war Scheffel bereits großherzoglich sächsischer Hofrat und Gutsbesitzer in Radolfzell, wo er die Villa „Seehalde“ baute und auf der Halbinsel Mettnau für 32.000 Gulden Eigentümer des 82 Hektar großen Mettnaugutes wurde.  Scheffel erhielt noch zu Lebzeiten die Ehrenbürgerschaft von Säckingen (1875), Radolfzell (1876) und Heidelberg (1886).
Nachdem Scheffel die letzten Jahre seines Lebens zurückgezogen und durch eine fortschreitende Gehirnerkrankung behindert in seiner Villa bei Radolfzell am unteren Bodensee zugebracht hatte, starb er am 9. April 1886 in Karlsruhe. Seine sterblichen Überreste sind auf dem Karlsruher Hauptfriedhof begraben. Nach seinem Tod erschienen noch: Fünf Dichtungen (Stuttgart 1887), Reisebilder (herausgegeben von Johannes Proelß, Stuttgart 1887) und Gedichte (Stuttgart 1888).
Eine Anzahl von Scheffels Werken wurde von Anton von Werner illustriert. In seinen Balladen konfrontierte er Helden der Vergangenheit mit banalen Alltagsproblemen. Einen Sonderfall an Bekanntheit stellt Scheffels Gedicht über die Burgruine Aggstein in der niederösterreichischen Wachau dar. Mit dem illustrierten Schluss:
Auf des höchsten Giebels Zack

prangt der Name KISELAK
setzte von Scheffel dem Wiener Joseph Kyselak ein literarisches Denkmal.

## Scheffel und das deutsche Nationalgefühl

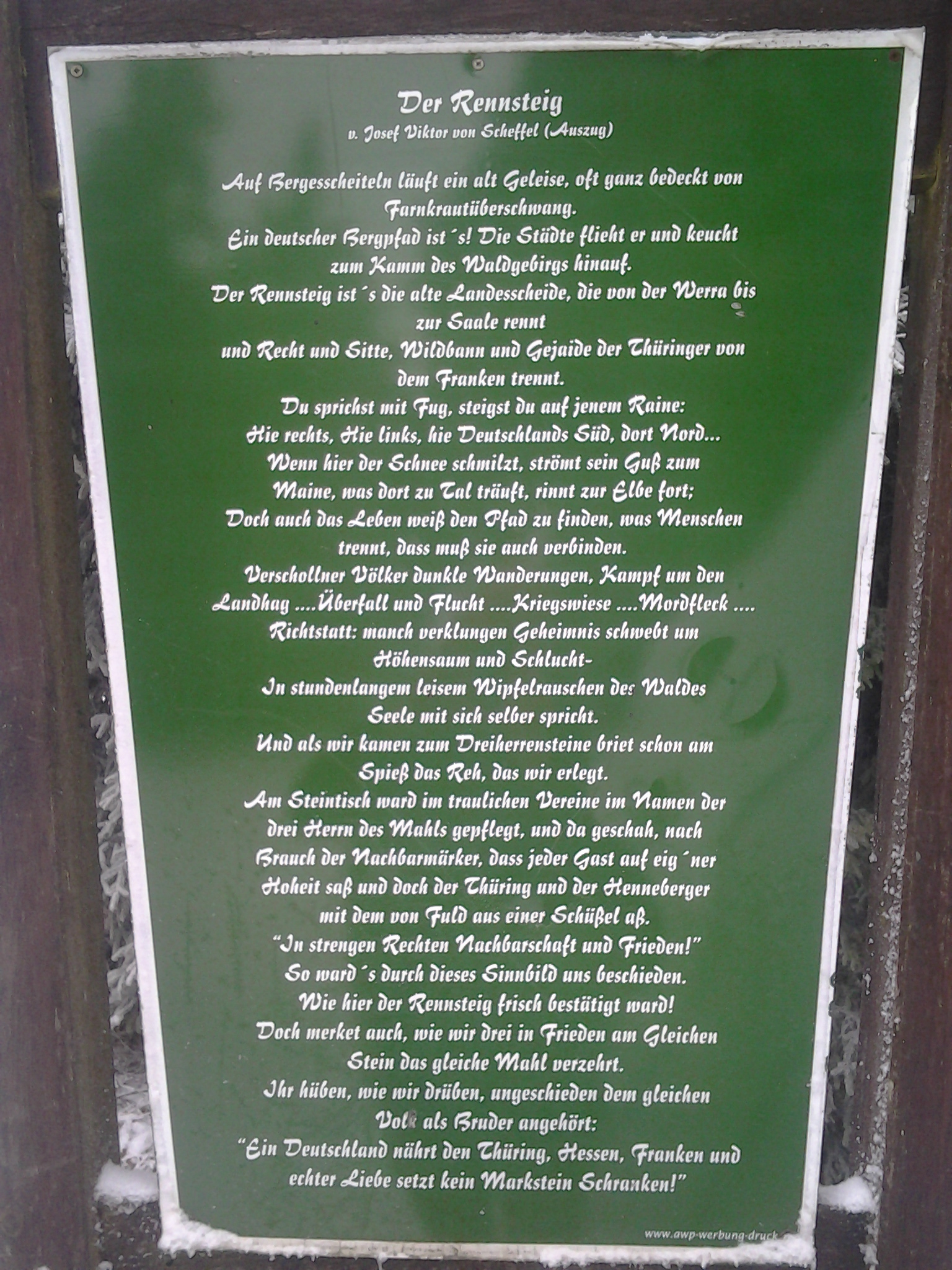
Trapezförmige Schautafel am Stein 16 am Rennsteig in der Nähe von Oberhof (Thüringer Wald) mit Auszügen aus von Scheffels Gedicht Der Rennsteig

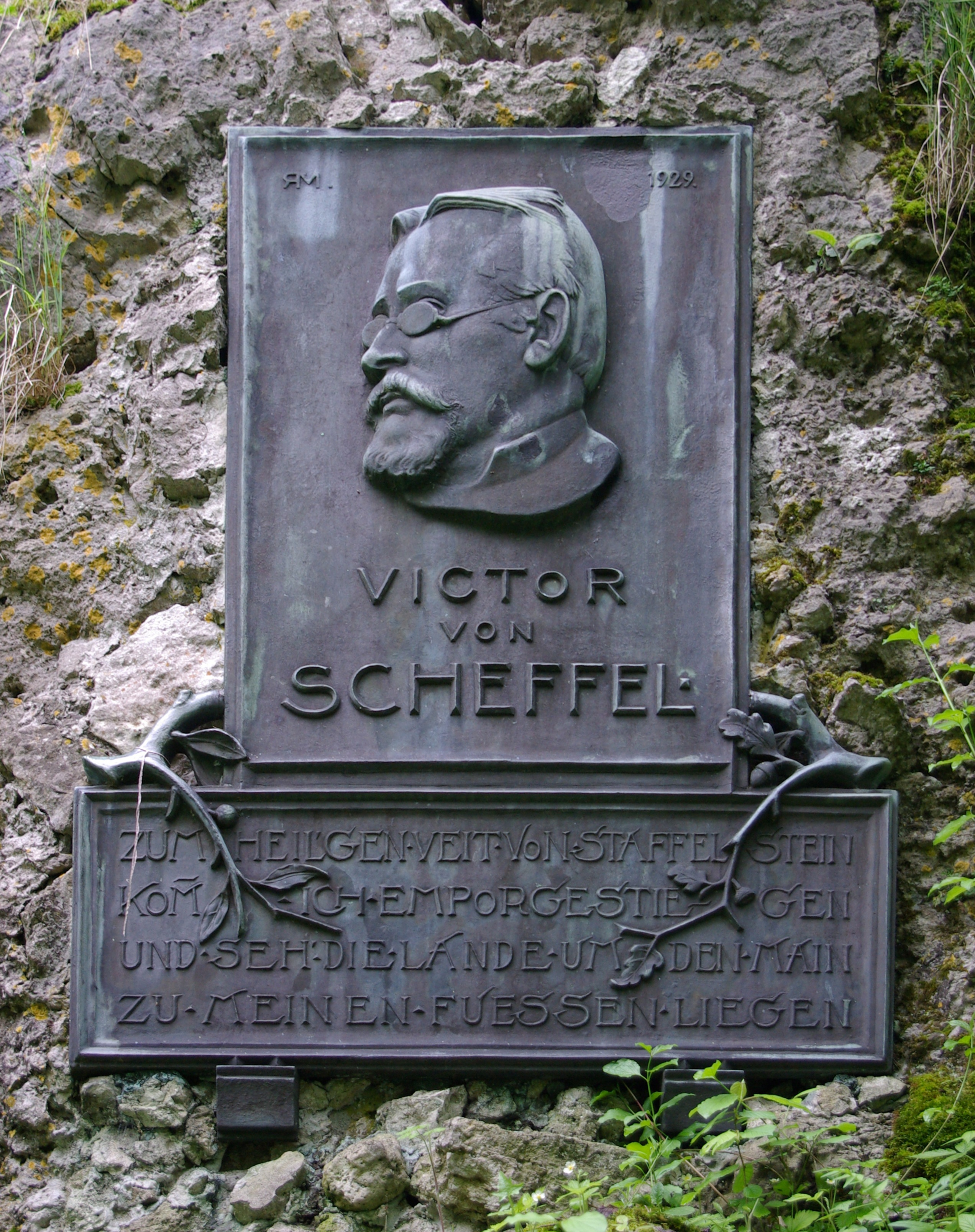
Das 1929 errichtete Scheffel-Denkmal am Hang des Staffelbergs mit der 4. Strophe des Frankenliedes.

Scheffel war zur Zeit des Wilhelminismus ein viel gelesener Autor. Er vereinigte in seinen Werken die beiden Grundströmungen des damaligen Zeitgeistes, bürgerliche Bildungsbeflissenheit und nationale Begeisterung. Seine historischen Epen und Erzählungen haben wahrscheinlich nicht unwesentlich zu dem seit der Bismarckzeit aufkommenden Selbstbild der Deutschen als einer altfränkisch biederen, ungekünstelt zuverlässigen und ernsthaft strebsamen Nation beigetragen.
Die große Resonanz, die Scheffel bei der zeitgenössischen Leserschaft der „besseren Stände“ fand, mag darauf zurückzuführen sein, dass seine Darstellung deutschen Wesens und deutscher Treue beständig auf klassische Bildungsgüter zurückgreift, die teils umständlich ausgebreitet, meist aber nur in Anspielungen erwähnt werden. Die zeitgenössische, im humanistischen Gymnasium gebildete Leserschaft hatte dadurch ein doppeltes Vergnügen. Einerseits konnte sie ihre Bildungsanstrengungen durch eine anspruchsvolle Unterhaltungsliteratur belohnt sehen. Anderseits bot das Scheffel’sche Werk eine willkommene Entschädigung für die vielfach nur mit mäßigem Erfolg absolvierte und als qualvoll empfundene Schulzeit, weil es das dort eingepaukte Bildungswissen zwar voraussetzte, letztlich aber gegenüber den als höherwertig dargestellten Idealen deutscher Schlichtheit und Treue abqualifizierte.
Die Gegenüberstellung des deutschen Nationalcharakters mit den Repräsentanten klassischer europäischer Geisteskultur, die stets zum Nachteil der letzteren ausfiel, ist am stärksten im Trompeter von Säckingen ausgeprägt. Dieses Versepos erfreute sich zu Scheffels Lebzeiten so großer Beliebtheit, dass Bronzefiguren des Trompeters zahlreiche bürgerliche Speisezimmer zierten. Ein oft zitiertes Gedicht aus dem Trompeter von Säckingen macht den Inhalt des von Scheffel propagierten deutschen Nationalgefühls und seinen Ursprung in der Geisteshaltung wilhelminischer Lehranstalten deutlich:
Römisch Recht, gedenk ich deiner,

Liegts wie Alpdruck auf dem Herzen,

Liegt’s wie Mühlstein mir im Magen,

Ist der Kopf wie brettvernagelt!

…

Sind verdammt wir immerdar, den

Großen Knochen zu benagen,

den als Abfall ihres Mahles

uns die Römer hingeworfen?

Soll nicht aus der deutschen Erde

Eignen Rechtes Blum’ entsprossen,

Waldes duftig, schlicht, kein üppig

Wuchernd Schlinggewächs des Südens?

Traurig Los der Epigonen!

Müssen sitzen, müssen schwitzen,

Hin und her die Fäden zerren,

eines wüstverschlungnen Knäuels,

Gibts’s kein Schwert und andre Lösung?
Hier klingt eine bewusste Abwendung Scheffels vom römischen Recht an. Auch die Verbrämung und Rechtfertigung der intellektuellen Verweigerung mit national überhöhenden Motiven (deutsche Erde, deutscher Wald, germanisches Erbe) hat Scheffel maßgeblich vorbereitet und selbst vertreten. So lässt er den Trompeter von Säckingen an anderer Stelle sagen:
Ganz scharfkantig muß der Mensch sein,

Seine Lebensstellung muß ihm

Schon im Blute liegen als

Erbteil früherer Geschlechter
Scheffels Studentenlieder (Alt-Heidelberg, du feine; Wohlauf, die Luft geht frisch und rein; Als die Römer frech geworden), die in die Kommersbücher eingegangen sind, haben das Bild vom lebenslustigen und humorvollen Dichter Scheffel mitgeprägt. Tatsächlich war sein Leben von Enttäuschungen (dem Scheitern der deutschen Revolution von 1848 und seiner vergeblichen Werbung um Emma Heim 1851), von Isolation und Resignation gezeichnet.
Scheffels Frankenlied („Wohlauf, die Luft geht frisch und rein“, ursprünglicher Titel Die Wanderfahrt) ist auch jenseits von Main und Donau allgegenwärtig.
Zur Eröffnung der deutschsprachigen Franz-Josephs-Universität zu Czernowitz (1875) schrieb er das Lied Verwundert hebt der Pruth im Schilf / Sein Haupt, in dem er aber auch die Vielsprachigkeit der Bukowina preist.

## Werke
- Der Trompeter von Säkkingen (1853)[14]
  - 4. Auflage 1865 (Digitalisat)

- Ekkehard (1855) (Digitalisat und Volltext im Deutschen Textarchiv)
- Frankenlied (1859)
- Hugideo. In: Paul Heyse, Hermann Kurz (Hrsg.): Deutscher Novellenschatz. Band 19. 2. Auflage. Berlin [1910], S. 237–254. In: Weitin, Thomas (Hrsg.): Volldigitalisiertes Korpus. Der Deutsche Novellenschatz. Darmstadt/Konstanz, 2016 (Digitalisat und Volltext im Deutschen Textarchiv)
- Juniperus. Geschichte eines Kreuzfahrers.
- Am Anfang (oder: Der Rennsteig) (1863)
- Bericht vom Meerdrachen (1859)
- Der letzte Ichthyosaurus (1859)
- Reisebilder, postum herausgegeben von Johannes Proelß
- Episteln (1850–1858)
- Der Rennstieg (1863)
- Der Heini von Steier (1883)
- Waldeinsamkeit
- Bergpsalmen
- Frau Aventiure. Lieder aus Heinrich von Ofterdingens Zeit (1863).
- Gaudeamus. Lieder aus dem Engeren und Weiteren (1868). Beispiel: Der Aggstein
- Das Lied „Altheidelberg, Du feine“ s.o..
- Waltharius: lateinisches Gedicht des zehnten Jahrhunderts (mit Alfred Holder), Stuttgart: Metzler 1874 archive.org
- Werke. 4 Bände, Nachdruck der Ausgabe von 1919 (Herausgeber Friedrich Panzer), Hildesheim, Olms 2004, ISBN 3-487-12067-4

Ekkehard (198. Aufl., 1903)
Frau Aventiure
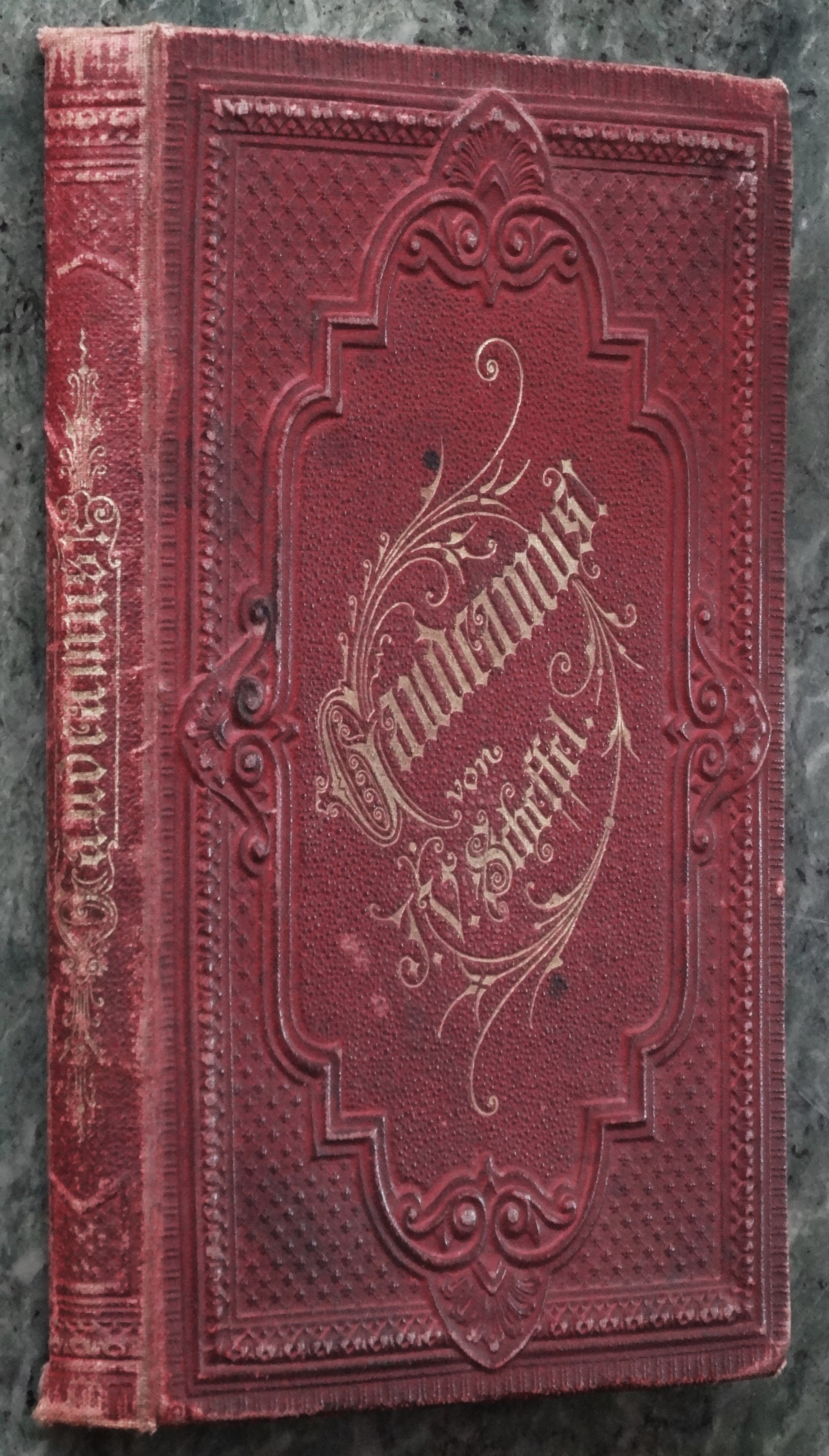
Gaudeamus! (22. Aufl. 1876)

## Postume Würdigungen
Der Klassische Philologe und Schriftsteller Joseph Stöckle (1844–1893) gründete 1891 in Schwetzingen den Scheffelbund in Deutschland, dessen Vorsitzender er bis zu seinem Tod war. Der Scheffelbund besteht bis heute als größte literarische Vereinigung Deutschlands in Karlsruhe. Er verleiht alljährlich den Scheffelpreis. In Karlsruhe unterhält das Museum für Literatur am Oberrhein einen Scheffel-Raum, in dem Exponate zu Leben und Werk gezeigt werden. In seinem Scheffel-Archiv bewahrt der Scheffelbund den Nachlass des Dichters, ein Teil des Nachlasses liegt heute in der Badischen Landesbibliothek.

### Denkmäler

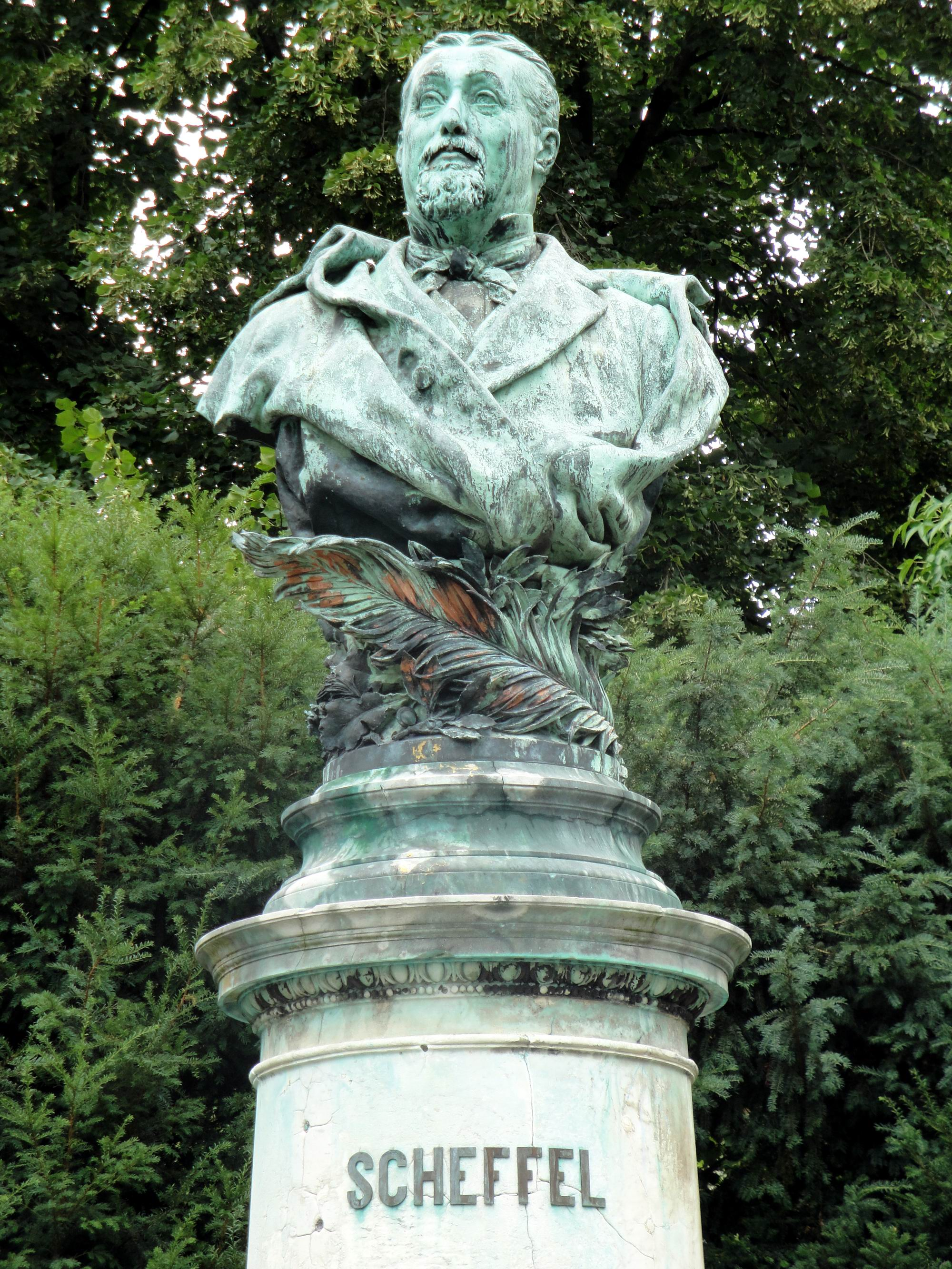
Scheffel-Denkmal am Scheffelplatz in Karlsruhe. Geschaffen 1892 von Hermann Volz

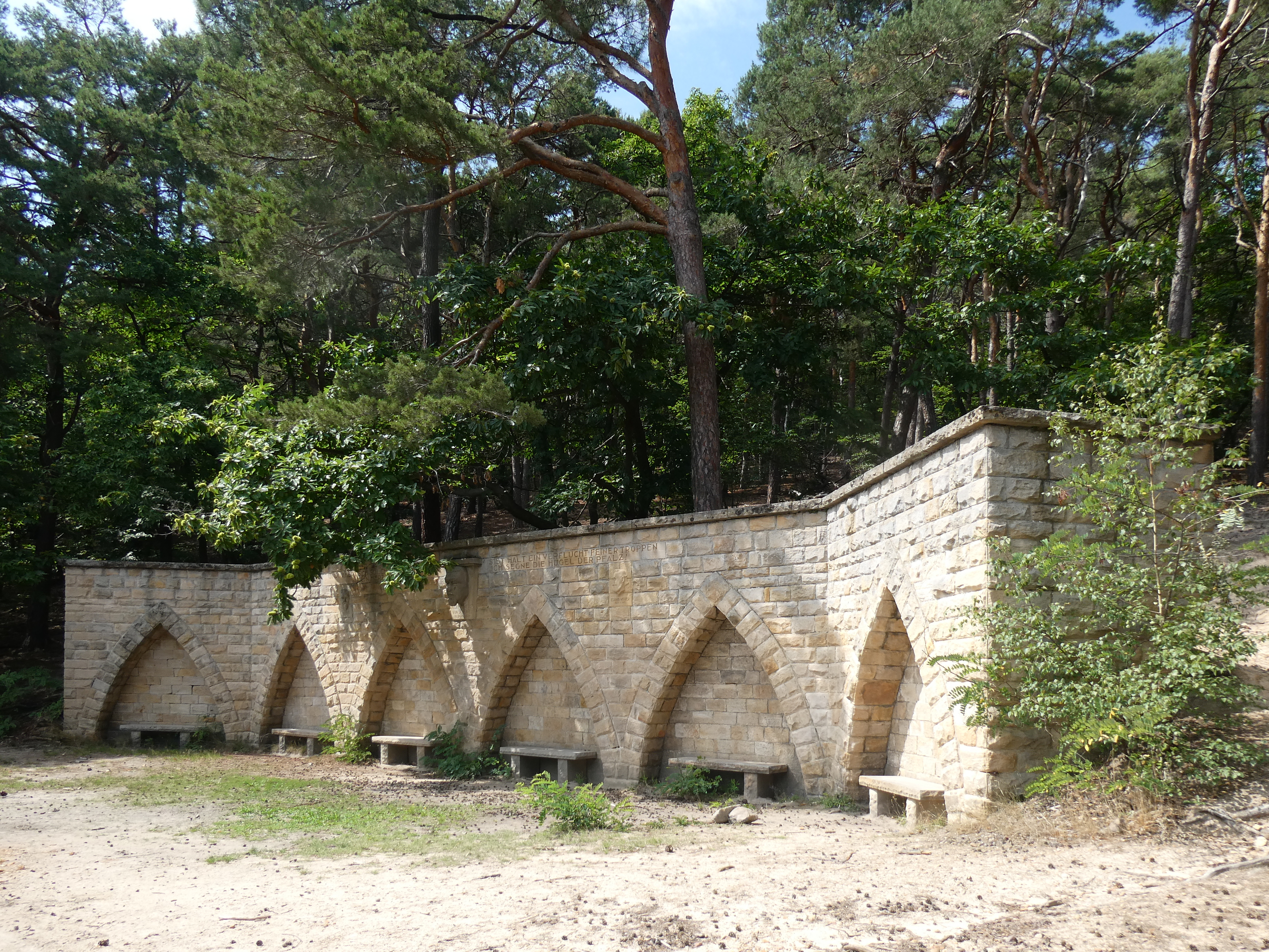
Scheffelwarte bei Neustadt an der Weinstraße. Geschaffen 1928 von Jakob Wilhelm Steger

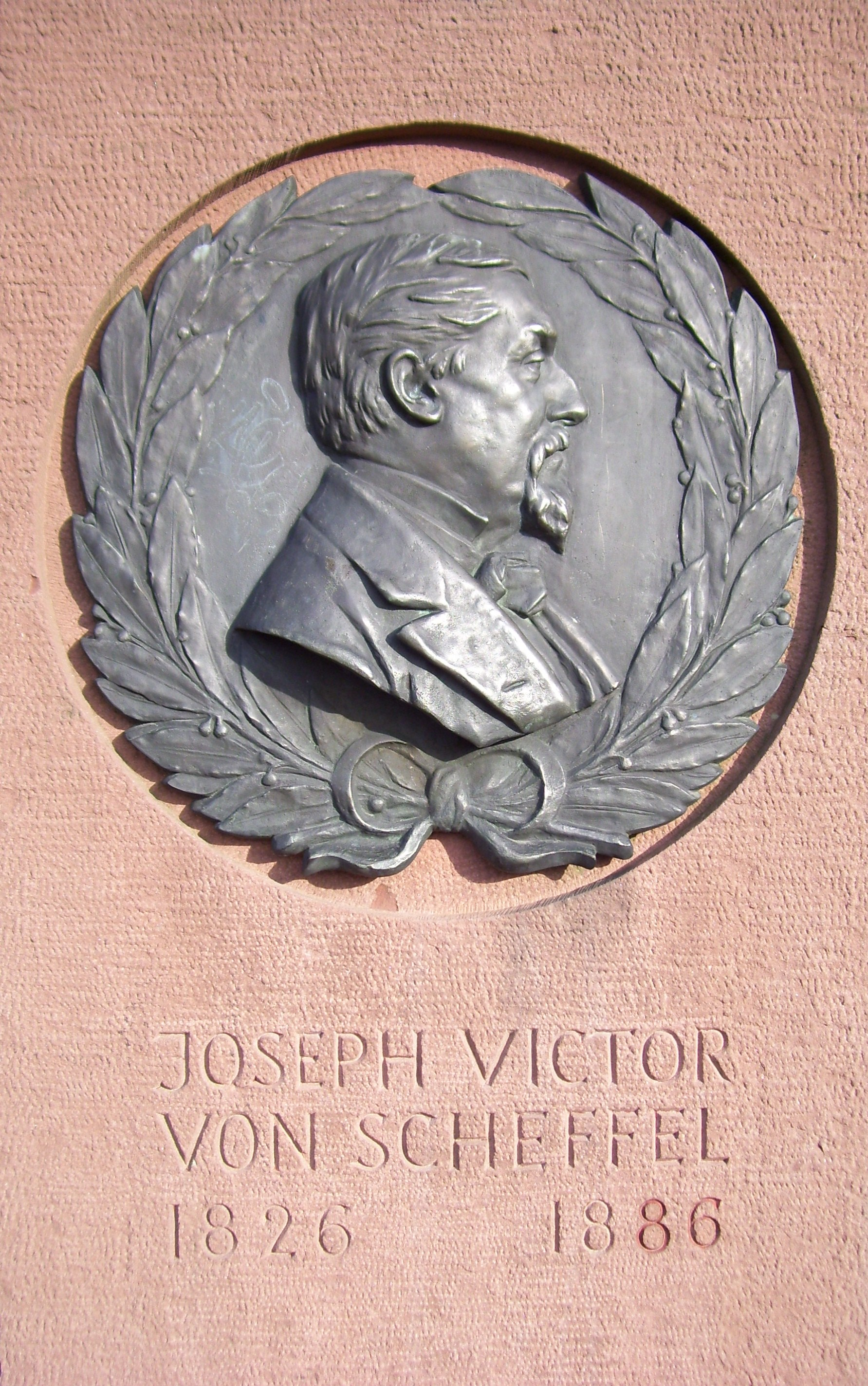
Denkmal im Heidelberger Schlossgarten auf der Scheffelterrasse. Gestiftet am 26. Juni 1976 zum 90. Todestag von J. V. v. Scheffel von der Burschenschaft Frankonia zu Heidelberg.

Scheffel-Denkmäler stehen unter anderem auf dem Karlsruher Scheffelplatz, in Bad Säckingen, vor dem Scheffelschlösschen auf der Halbinsel Mettnau bei Radolfzell, am Dreiherrnstein zwischen Ruhla und Brotterode auf dem Thüringer Rennsteig und in Ilmenau.
Außerdem steht eine Statue in Gößweinstein genau gegenüber dem Scheffel-Gasthof. Eine weitere Statue, die den jungen Scheffel darstellt und vom Bildhauer Andreas Krämmer erschaffen wurde, befindet sich in der Bahnhofstraße in Bad Staffelstein. Oberhalb der Stadt Neustadt an der Weinstraße befindet sich in der Haardt (Pfälzerwald) die Scheffelwarte. Diese wurde anlässlich des 100. Geburtstages von Scheffel als spätexpressionistische Sandsteinquadermauer mit Porträtreliefs errichtet.

### Straßen
In zahlreichen Städten und Gemeinden im deutschsprachigen Raum, darunter Karlsruhe, Bad Kissingen, Berlin, Erfurt, Freiburg, Köln, Leipzig, Osnabrück, Ratzeburg, Regensburg, Singen, Wangen, Wien, Wiesbaden, Chemnitz und Zürich, sind Straßen nach Scheffel benannt.

### Schulen
Mehrere Schulen tragen Scheffels Namen, darunter das Scheffel-Gymnasium Bad Säckingen, das Scheffel-Gymnasium Lahr, die Realschule in Bad Staffelstein, die Scheffelschule Rielasingen-Worblingen und die Viktor-von-Scheffel-Schule in Karlsruhe.

### Scheffelpreis
Der Scheffelpreis wird jährlich durch den Scheffelbund (s. o.) an die besten Deutsch-Abiturienten von Baden-Württemberg und drei weiteren Ländern vergeben.

### Scheffelpfad
Die Stadt Singen (Hohentwiel) installierte im Mai 2012 zur Erinnerung an von Scheffel den Scheffelpfad. An zehn Stationen vermitteln entsprechende Tafeln Informationen zum Leben und Werk von Scheffels, seiner Bedeutung für Singen und die Geschichte der Stadt. Der Pfad beginnt am Bahnhof und führt durch die Stadt hinauf zur Festung Hohentwiel, wo sich der Hauptteil der Handlung von Scheffels Roman Ekkehard abspielt. In Singen gibt es auch eine Veranstaltungshalle, die den Namen Scheffels trägt, sowie mehrere Straßen, die nach Personen des Romans Ekkehard benannt sind: Ekkehardstraße, Hadwigstraße, Romeiasstraße, Hadumothstraße, Audifaxstraße, Praxedisplatz, Spazzostraße, Cappanstraße. Die erste Fußgängerzone Singens hieß „Scheffelstraße“. Eine der beiden Realschulen der Stadt heißt „Ekkehard-Realschule“.

### Scheffelhalle
Die Singener Scheffelhalle wurde 1925 als „provisorischer Bau“ für ein großes Sängerfest gebaut und steht als „ausgeprägter Vertreter der expressionistischen Architektur“ unter Denkmalschutz. Die Halle brannte in der Nacht zum 17. November 2020 nieder.

### Weitere Benennungen
In Radolfzell trägt seit 19. März 2009 die Stadtbibliothek den Namen des Dichters, im Stadtmuseum Radolfzell werden in einem gesonderten Ausstellungsraum, dem Scheffel-Séparée, sein Leben und Werk vorgestellt und dokumentiert. Im Schloss Schönau (Bad Säckingen) erinnern das Scheffelzimmer und das Trompeter-Denkmal im Schlossgarten an Scheffels Aufenthalt und sein Versepos Der Trompeter von Säckingen. In Achdorf (Blumberg) ist die in der Erzählung Juniperus besungene Gaststätte Linde nach ihm benannt, sie heißt jetzt Scheffellinde.